# Lily Donaldson
Lily Monica Donaldson(Sinh ngày 27 tháng 1 năm 1988) là một siêu mẫu thời trang cao cấp người Anh. Khởi nghiệp từ năm 16 tuổi, Donaldson nhanh chóng trở thành một trong những siêu mẫu hàng đầu thế giới nhờ phong cách trình diễn chuyên nghiệp và một cái đầu rất thông minh. Trong mỗi tuần trình diễn, Lily thường tham dự khoảng 50 show diễn. Lily Donaldson là gương mặt quảng cáo cho các hãng thời trang danh tiếng như Chanel, Balenciaga, Christian Dior, Dolce & Gabbana, Jil Sander, Roberto Cavalli, Valentino, Emanuel Ungaro, Max Mara, Burberry, Gucci...Năm 2005, Donaldson được đề cử cho giải Siêu mẫu xuất sắc nhất tại British Fashion Awards.

## Sự nghiệp
Lily đã được sinh ra ở London và học tại trường Camden cho nữ sinh, cô sống ở Kentish Town cùng với cha là nhiếp ảnh gia Matthew Donaldson và mẹ là Tiffany, Lily có em gái là Aurelia và em trai Jesse.
Sự nghiệp người mẫu của cô bắt đầu khi cô ký hợp đồng với công ty Select Model Management vào năm 2003 ở tuổi 16. Cô được phát hiện tại một khu mua sắm của Camden. Donaldson xuất hiện trong các chiến dịch quảng cáo của Dior, Jil Sander và Dolce & Gabbana và là gương mặt quảng cáo của Burberry.
Trong số tháng 5 năm 2007 của tạp chí Vogue Mỹ, cô được lên trang bìa cùng với Doutzen Kroes, Caroline Trentini, Raquel Zimmermann, Sasha Pivovarova, Agyness Deyn, Coco Rocha, Hilary Rhoda, Chanel Iman và Jessica Stam những người được cho là tương lai sẽ trở thành siêu mẫu. Sau đó trong số tháng 9 năm 2007 của Vogue Anh, cô được gọi là "Head Girl", một người mẫu là sẽ có nhiều đột phá trong năm tới. Lily xuất hiện trên các trang bìa của Vogue Anh, Ý, Trung Quốc, Đức, đặc biệt trong tháng 3 năm 2009 cô lên bìa đồng thời 3 tạp chí Vogua Anh, Úc, Ý.
Năm 2009, Vogue Paris xếp cô là một trong 30 người mẫu của thập niên 2000.
Tháng 5 và tháng 11 năm 2010 cô được lên trang bìa của Vogue Nhật. Trang web Models.com xếp cô đứng vị trí thứ 9 trong top 50 người mẫu  cùng với Iris Strubegger.
Vào Thế vận hội Olympic hè năm 2012, Lily là một trong 7 người mẫu Anh đại diện trong sự kiện này cùng với Naomi Campbell, Kate Moss, David Gandy, Karen Elson, Jourdan Dunn, Georgia May Jagger và Stella Tennant.
Lily tham gia vào show diễn thường niên của Victoria's Secret năm 2010, 2011, 2012, 2013 và 2014.

## Cuộc sống cá nhân
Lily có sở thích vẽ, cô đã từng bày tỏ mong muốn được làm một giáo viên dạy vẽ.
Cô là bạn thân với người mẫu Gemma Ward, Irina Lazareanu, và Freja Beha.
Tháng 5 năm 2008, Lily đã mua một căn hộ hai phòng ngủ tại Tompkins Square Park nằm trên phố Tompkins Square Park ở New York, căn hộ này trị giá 2,2 triệu USD. Năm 2010, Lily chuyển về sống tại London.